# San Diego (Venezuela)

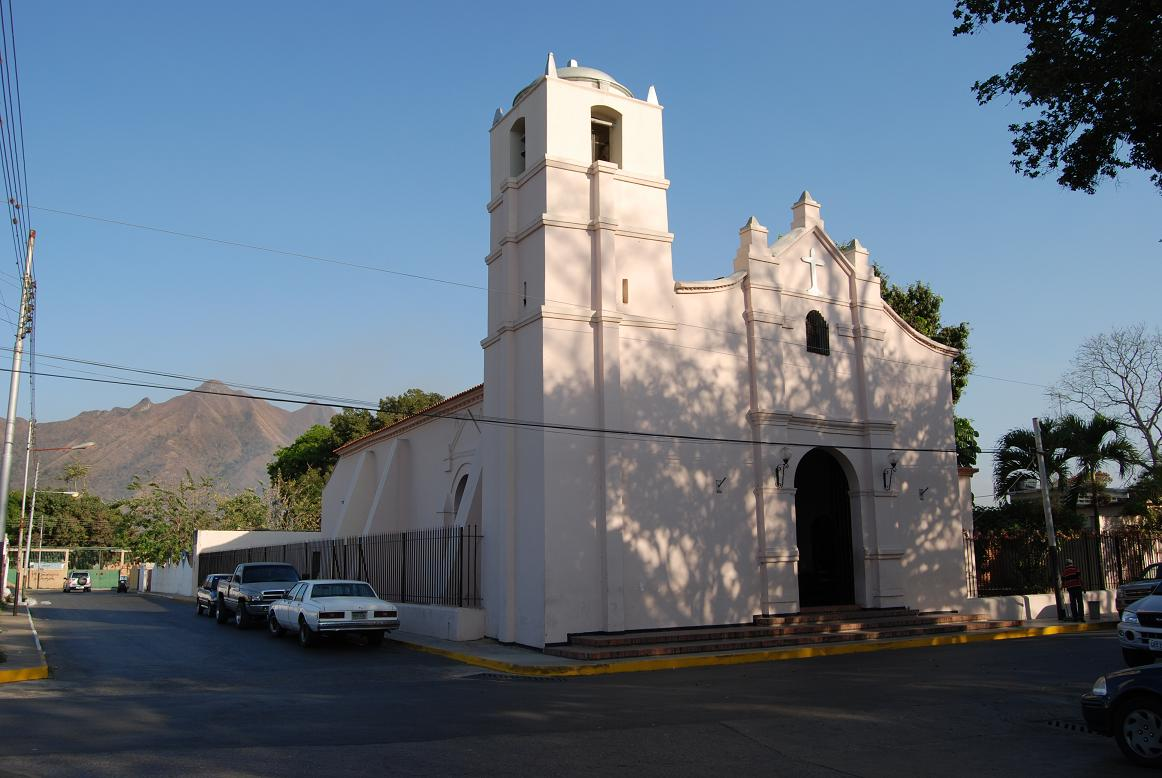
Kirche in San Diego

San Diego ist eine Stadt im Bundesstaat Carabobo im Norden Venezuelas. Sie ist Sitz des gleichnamigen Bezirks (Municipio). San Diego befindet sich nordwestlich vom  Valenciasee und ist, zusammen mit Los Guayos, Naguanagua, Tocuyito und Valencia, Teil des Großraums Valencia.

## Geschichte
Der Gouverneur der Provinz Venezuela erklärte am 20. Februar 1694 San Diego als „Indianerdorf“, zusammen mit Los Guayos und Guacara. Der Indianer Rosario wurde als Bürgermeister ernannt. 
1755 begann der licenciado Joseph Manuel de Grezala y Aguirre, Priester der Indianer von San Diego und Los Guayos, den Bau der San-Diego-Kirche.
Am 14. Januar 1994 wurde San Diego, eine Parroquia des Bezirks Valencia, Verwaltungssitz des Bezirks San Diego.